# Santa Maria de Besora
Santa Maria de Besora – gmina w Hiszpanii, w prowincji Barcelona, w Katalonii, o powierzchni 24,81 km². W 2011 roku gmina liczyła 157 mieszkańców. Znajduje się po północnej stronie pasma Bellmunt na północy wyspy. Jest ona połączona z Sant Quirze de Besora i Vidrà lokalną drogą.